# Bravo Two Zero
Bravo Two Zero (B20) was de naam gegeven aan de Britse Special Air Service-patrouille die op zoek moest naar Iraakse Scud-raketinstallaties ten tijde van de Eerste Golfoorlog, B20 was hun roepletter. Deze missie was vanaf het begin een groot fiasco en is beschreven in verschillende boeken en films.

## Geschiedenis
In de nacht van 22 januari 1991 werd het acht man tellende team door een Chinook-helikopter in Irak gedropt.
Het team legde twintig km af in de Iraakse woestijn en vond een wadi waar ze zich overdag konden verbergen. Al snel ontdekte het team dat ze over de verkeerde radiofrequenties beschikten, waardoor hun radio nutteloos was. Een Iraakse geitenherder kwam de patrouille tegen en gaf hen aan bij de Iraakse autoriteiten. Het gevolg was een gevecht tussen de patrouille en Iraakse pantservoertuigen  en soldaten.
Het lukte het team om een afgesproken ontsnappingspunt voor noodgevallen te bereiken, maar ze werden niet opgepikt.
Vervolgens probeerde het team om richting het noordwesten de Syrische grens te bereiken, maar de teamleden raakten elkaar kwijt tijdens een zandstorm. Naast zandstormen was er sprake van vrieskou en sneeuwstormen.
Uiteindelijk stierven drie leden en zijn er vier, waaronder teamleider Andy McNab, gevangengenomen. Alleen Chris Ryan wist te ontsnappen. Na acht dagen wist hij Syrië te bereiken. Een afstand van meer dan 320 km, terwijl hij slechts een minimum aan voedsel en water bij zich had.
De gevangengenomen soldaten werden gevangengehouden in de Abu Ghraib-gevangenis, waar ze gemarteld werden. Uiteindelijk werden ze vrijgelaten.

## Leden
Om eventuele wraakacties te voorkomen, staan de leden die het hebben overleefd alleen bekend onder een pseudoniem.
- Andy McNab
- Chris Ryan
- Malcom 'Stan/Mal' McGown
- Rob 'Dinger' M.
- Mike Coburn (Mike the Kiwi) (neergeschoten terwijl hij vluchtte naar de Syrische grens met de teamleider Andy McNab)

De gesneuvelde B20-leden (echte namen)
- Bob Consiglio (gestorven ten gevolge van vijandelijk vuur)
- Steve 'Legs' Lane (gestorven ten gevolge van onderkoeling)
- Vincent 'Vince' Phillips (gestorven ten gevolge van onderkoeling)

## In populaire media

### Boeken
De eerste aanhaling van de Bravo Two Zero-missie gebeurde door General Sir Peter de la Billière (1934-), voormalig commandant van 22 SAS Regiment en bevelhebber van de Britse troepen tijdens de Eerste Golfoorlog. Zijn boek Looking for Trouble: SAS to Gulf Command - The Autobiography noemde Bravo Two Zero slechts sporadisch.
Andy McNab publiceerde als eerste het verhaal onder de titel Bravo Two Zero in 1993. Het werd gevolgd door het boek The One That Got Away (1995), geschreven door Chris Ryan, het enige lid dat de Syrische grens wist te bereiken.
Deze beide boeken worden bekritiseerd in een boek door Michael Asher, voormalig para en lid van 23 SAS Regiment. In zijn boek The Real Bravo Two Zero (2002) volgt hij, na de oorlog, het pad van de patrouille en spreekt hij met Irakezen die de gebeurtenissen hebben meegemaakt.
In Soldier Five (2004) doet Mike Coburn zijn relaas van het verhaal.

### Films
Chris Ryans boek werd in 1996 voor televisie verfilmd en wordt tevens 'The One That Got Away' genoemd.
In 1998 werd het boek Bravo Two Zero van Andy McNab ook voor tv verfilmd.